# Damernas åtta med styrman i rodd vid olympiska sommarspelen 1984
Damernas åtta med styrman i rodd vid olympiska sommarspelen 1984 avgjordes den 4 augusti 1984.

## Medaljörer
| Gren             | Guld | Silver | Brons |
| Åtta med styrman | USA Kristen Thorsness Kristine Norelius Shyril O'Steen Carie Graves Kathy Keeler Harriet Metcalf Betsy Beard Carol Bower Jeanne Flanagan | Rumänien Marioara Trasca Lucia Sauca Doina Liliana Snep-Balan Aneta Mihaly Aurora Plesca Camelia Diaconescu Viorica Ioja Mihaela Armasescu Adriana Bazon-Chelariu | Nederländerna Wiljon Vaandrager Marieke van Drogenbroek Harriet van Ettekoven Catharina Neelissen Anne Quist Nicolette Hellemans Martha Laurijsen Greet Hellemans Lynda Cornet |

## Resultat

### Final
| Placering | Roddare | Land           | Tid     |
| --------- | --- | -------------- | ------- |
| 1         | Kristen Thorsness, Kristine Norelius, Shyril O'Steen, Carie Graves, Kathy Keeler, Harriet Metcalf, Betsy Beard, Carol Bower och Jeanne Flanagan                             | USA            | 2:59,80 |
| 2         | Marioara Trasca, Lucia Sauca, Doina Liliana Snep-Balan, Aneta Mihaly, Aurora Plesca, Camelia Diaconescu, Viorica Ioja, Mihaela Armasescu och Adriana Bazon-Chelariu         | Rumänien       | 3:00,87 |
| 3         | Wiljon Vaandrager, Marieke van Drogenbroek, Harriet van Ettekoven, Catharina Neelissen, Anne Quist, Nicolette Hellemans, Martha Laurijsen, Greet Hellemans och Lynda Cornet | Nederländerna  | 3:02,92 |
| 4         | Christine Clarke, Lisa Robertson, Kathey Lichty, Carol Colgan, Cathy Lund, Kay Worthington, Gail Cort, Joanie Gillingham och Lesley Anderson-Herweck                        | Kanada         | 3:03,64 |
| 5         | Alexa Forbes, Kate McNicol, Kate Holroyd, Belinda Holmes, Sarah Hunter-Jones, Astrid Ayling, Ann Callaway, Gill Hodges och Sue Bailey                                       | Storbritannien | 3:04,51 |
| 6         | Elke Riesenkönig, Klaudia Hornung, Iris Völkner, Ellen Becker, Sabine Hinkelmann, Heike Neu, Kerstin Rehders, Angelika Beblo och Heidrun Barth                              | Västtyskland   | 3:09,92 |